# Katsuobushi
Katsuobushi (鰹節) er tørret og røget bonito (en tunfiskeart) og essentiel for det japanske køkken. Den er en hovedbestanddel i den basale japanske suppe dashi. Til det formål bliver det træagtige produkt bearbejdet til tynde totter af en slags omvendt høvl (katsuobushi bako) og dernæst kogt kort tid i vand for at udvinde dashien. Katsuobushi-totter (削り節 kezuribushi) bruges også direkte til at krydre mad og er en naturlig smagsforstærker. Smagen fremkaldes hovedsageligt gennem inosinmonofosfat.
Fremstillingsprocessen for katsuobushi blev perfektioneret omkring 1675 i den daværende Kii provins (紀伊国 Kii no Kuni) sydøst for Osaka. Fisken bliver først fileteret og derefter kogt let i ca. 20 min. En time efter fjernes benene, og derefter bliver bonitoen røget i seks timer om dagen i op til to uger, hvorved andelen af vand reduceret fra 70 % til 25 %. Fisken, der nu omtales som arabushi (荒節), tørrer derefter yderligere to til tre dage i solen og kaldes så for hadakabushi. Til sidst bliver den fermenteret ved hjælp af en svamp af typen vandkandeskimmel (for det meste Aspergillus repens, men også Aspergillus ruber) indtil den har opnået den træagtige sluttilstand, hvor den omtrent hver anden uge lægges et stykke tid i solen for at dræbe svampelaget på overfladen.